# Свиштов
Свиштов (болг. Свищов) — місто в Болгарії, адміністративний центр общини Свиштов. Знаходиться у Великотирновській області. Населення становить 36 951 чоловік.

## Назва
Чинна назва Свиштов пов'язана з ім'ям Sistova, воно було названо так під час Австро-турецької війни. 5 серпня 1791 р. і змінено з турецької назви міста Zigit.
Місто було відоме як Ziştovi під час османського панування, а румунською назва була: Şiştova.
Є версія, що назва міста походить від староболгарського Свѣщний (Свящний/Свещний), так в минулому називався пристрій на зразок вогню (свічки), який вказував дорогу кораблям по річці.

## Географія
Свиштов розташований у Північно-східній частині Болгарії, на березі річки Дунай. Це найпівденніша точка Великотирновської області. Відстань від столиці Софії 237 км, 85 км від обласного центру Велико-Тирново, 80 км від міста Плевена і 90 км від міста Русе.
На протилежному узбережжі розташоване румунське місто Зімніч, з яким Свиштов пов'язує щоденний пором (у 2009 р. квиток в один кінець коштував 5 левів).
Найвища точка над рівнем моря у місті «Бунар Болар» — 239 м.

## Історія
Через особливості географічного положення міста (найпівденніша точка Дунаю) тут 48 році. до н. е. встановився Восьмий Августовський легіон, перейменований пізніше Веспасіаном у Перший італійський легіон (найдовіреніший легіон імператора). В околицях сьогоднішнього Свіштова в римські часи існувало селище Нове (лат. Novae) площею 44 га, засноване Decretum Terris імператора Веспасіана.
Слідом за смертю Аттіли 453 р. гуни відступили в Азію і готи стали знову головною силою на Балканському півострові. Слідом за захопленням Белграда (Singidunum) 471 р. і походами в Македонію та Грецію, Теодоріх Великий вибрав Нове (теперішній Свиштов) головним містом і своєрідною столицею остроготів, причому вони заселилися там 483 р. до н. е. Після того, як вони перебували по цих землях на деякий час, Теодоріх Великий переслав свою діяльність і інтереси до експансії Апеннінського півострова, яке здійснюється на 10 років пізніше.
Під час царювання царя Івана Шишмана фортеця згадується під ім'ям Зібестова і являлась обласним центром.
Місто звільнене російською армією після Батинської битви 26 серпня 1810 під час російсько-турецької війни 1806—1812. Румунське місто Александрія заснований біженцями після Російсько-турецької війни 1828-29.
15 червня 1877 основні сили російської армії форсували і перейшли Дунай близько Свиштова. Звідси почався шлях до свободи Болгарії, причому Свіштов став першим звільненим болгарським містом.
У Свиштові ще під час турецького рабства на пожертвування у 1856 році було побудоване перше читалиште в Болгарії — «Еленка и Кирилл Д. Аврамови». Тут Г. С. Раковський заснував Таємне товариство 1853 р., а статут організації передбачав трибарвне майбутнє прапору Болгарії — білий, зелений і червоний колір.

## Населення
Наведена нижче таблиця показує зміну населення міста Свиштов у період з 1887 року по 2009 рік:
| Свиштов | Свиштов | Свиштов | Свиштов | Свиштов | Свиштов | Свиштов | Свиштов | Свиштов | Свиштов | Свиштов | Свиштов | Свиштов | Свиштов |
| --- | ------- | ------- | ------- | ------- | ------- | ------- | ------- | ------- | ------- | ------- | ------- | ------- | ------- |
| Рік | 1887    | 1910    | 1934    | 1946    | 1956    | 1965    | 1975    | 1985    | 1992    | 2001    | 2005    | 2007    | 2009    |
| Населення | 12 481  | 13 101  | 12 082  | 13 093  | 18 448  | 21 539  | 29 430  | 30 550  | 30 404  | 30 591  | 33 782  | 34 488  | 35 923  |
| Джерело: Національний інститут статистики, «Citypopulation.de», «Pop-stat.mashke.org» та Інститут географії при БАН |         |         |         |         |         |         |         |         |         |         |         |         |         |

## Релігія
Більшість населення міста сповідує православ'я. Менша частина жителів відносять себе до римо-католиків, в основному за рахунок міграції з деяких сусідніх сіл, які є повністю католицькі (с. Ореш), або частково (місто Белене, село Драгомирово).

## Політична ситуація
Кмет (мер) общини Свиштов — Станислав Петров Благов (коаліція в складі 4 партій: Болгарський землеробський народний союз (БЗНС), Союз вільної демократії (СВД), Союз демократичних сил (СДС), ліберальна ініціатива «За демократичний європейський розвиток» (ЛІДЕР) за результатами виборів знаходиться в управлінні общини.

## Економіка

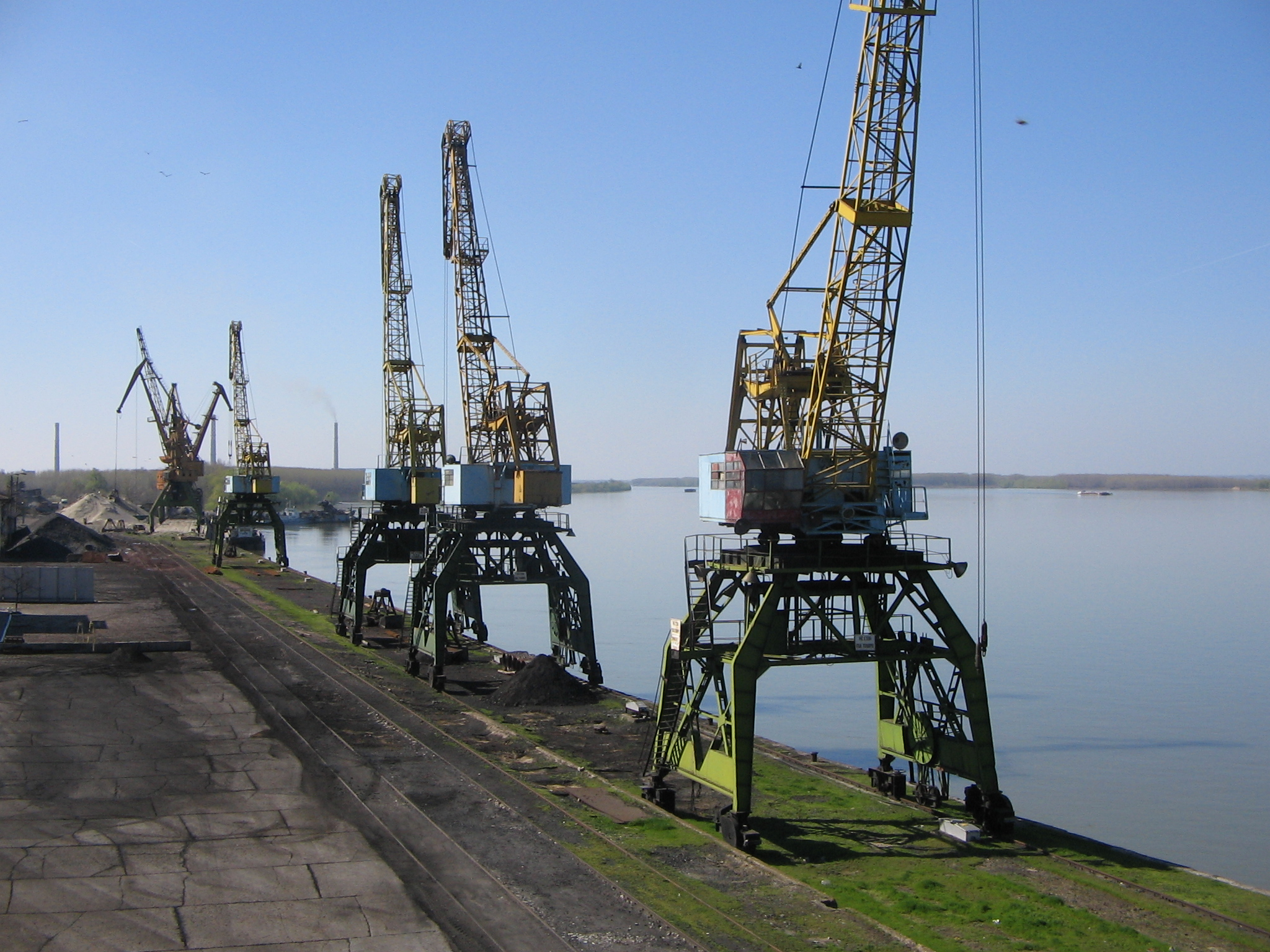
Вид на порт Свиштов

Порт. Розвинена хімічна, електроенергетична, будівельна, консервна промисловості. Вирощування зернових та технічних культур.
У 2009 році економічна криза змусила хімічний завод «Свилоза» закрити свої основні виробництва целюлози. Мала частка жителів міста працюють в Зімнічі на заводі для виробництва біодизельного палива. Студенти сприяли розвитку сфери послуг.
- Відкрито супермаркт «Пени маркет»;
- Було відкрито у місті супермаркт Білла.

## Державні установи
- Академія Економіки (Свиштов)[5]
- Коледж економіки і управління[6] від академії економіки «Ценов»
- Комерційна школа «Димитар Хадживасилева»[7]

## Визначні пам'ятки

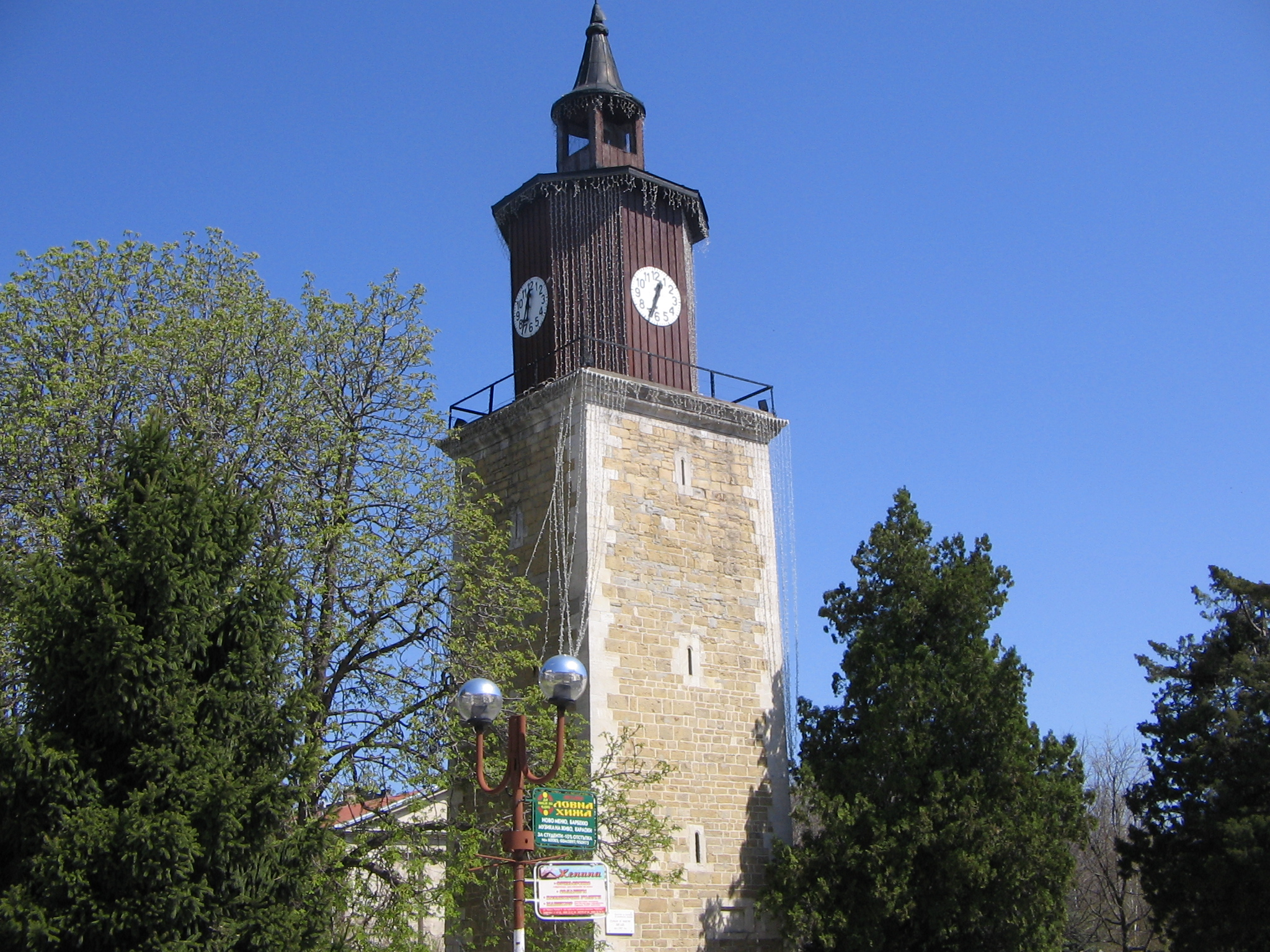
Годинна башта

Одні з найкрасивіших місць в околицях міста Свиштов — унікальні гірські долини (1-2 км від міста) на яких розташований Свиштовський монастир, місцевість «Паметниците» на березі Дунаю і парк навколо старої фортеці у самому центрі міста.
Частиною сотні національних найкращих туристичних об'єктів є:
- Будинок-музей «Алеко Константинова» (відкритий для відвідувачів з 8-12 год. та з 13-17 год.)
- Археологічні та архітектурні пам'ятки античності і епохи Відродження — Свищов у минулому називався «Кючук Париж» (Малий Париж).
- Перший Болгарський театр «Еленка и Кирил Д. Аврамови».
- Перший болгарський хор «Янко Мустаков»
- Перша в Болгарії світська школа.
- Часовникова кула (1763);
- Церкви:
  - «Свети Димитър» (16 ст.);
  - «Свята Трійця» (1867 Н. Фічев, 1886 м. Канів);
  - «Святих Първоапостоли Петър і Павел» (1644);
  - «Святих Кирила і Мефодія» (1873 м. Канів) та ін.;
  - «Святого Преображення»;
  - «Святого Пророк Ілая»;
  - «Святого Вознесіння»;
  - зруйнована церква «Св. Св. Кирил и Методий»;
  - зруйнована церква «Св. Архангела»;
  - каплиця «Св. Пророк Ілая».

### Театри
Перший болгарський театр Еленка і Кирила Д. Аврамових є невеликим, але дуже красивим. Вистави там ставили багато поколінь свищовлян і гості міста. Місцева аматорська трупа є однією з найвідоміших в Болгарії.

### Музеї
- Виставка, присвячена проходу Дунаю російських військ у звільненні Болгарії від османського панування
- Етнографічна виставка
- Археологічна виставка
- Міського життя та культури
- Будинок-музей «Алеко Константинов»

## Відомі особистості
- Цветан Радославов — автор гімну сучасної Болгарії «Горда Стара планина».
- Александр Божинов[8] (1878—1968) — болгарський художник
- Димитар Ґешов (1860—1922) — болгарський військовик, генерал піхоти.
- Алеко Константинов[9] (1863—1897) — письменник і національний лідер.
- Константин Станчов (1870 — ?)) — болгарський офіцер
- Драґан Цанков[10] (1828—1911) — міністр, політик
- Іван Шишманов (1862—1928) — літературний критик, активіст і етнограф
- Пантелей Кісельов[11] (1863—1927) — генеральний, герой війни, визволитель Південної Добруджі
- Димитар Дечев (1877—1958) — болгарський вчений, класик-філолог, історик і епіграф

## Міжнародні відносини
Свищов є містом-побратимом, або партнером з:

### Міста-побратими
|                    | Країна             | Місто                        | Герб міста |
| ------------------ | ------------------ | ---------------------------- | ---------- |
| Румунія            | Румунія            | Александрія, Телеорман       | ,          |
| Чорногорія         | Чорногорія         | Бієло-Полє                   |            |
| Північна Македонія | Північна Македонія | Велес (від 2003)             |            |
| Україна            | Україна            | Глухів (від 1996)            |            |
| Румунія            | Румунія            | Зімніч, Телеорман (від 1998) |            |
| Франція            | Франція            | Кавайон                      |            |
| Сербія             | Сербія             | Прієполе                     |            |
| КНР                | Китай              | Тайджоу (від 2002)           |            |
| Італія             | Італія             | Фридженто(від 2009)          |            |
| Україна            | Україна            | Кременчук (від 2009)         |            |

### Співпраця
|            | Країна     | Місто    | Герб міста |
| ---------- | ---------- | -------- | ---------- |
| Португалія | Португалія | Барселуш |            |
| Єгипет     | Єгипет     | Ісмаїлія |            |

## Галерея

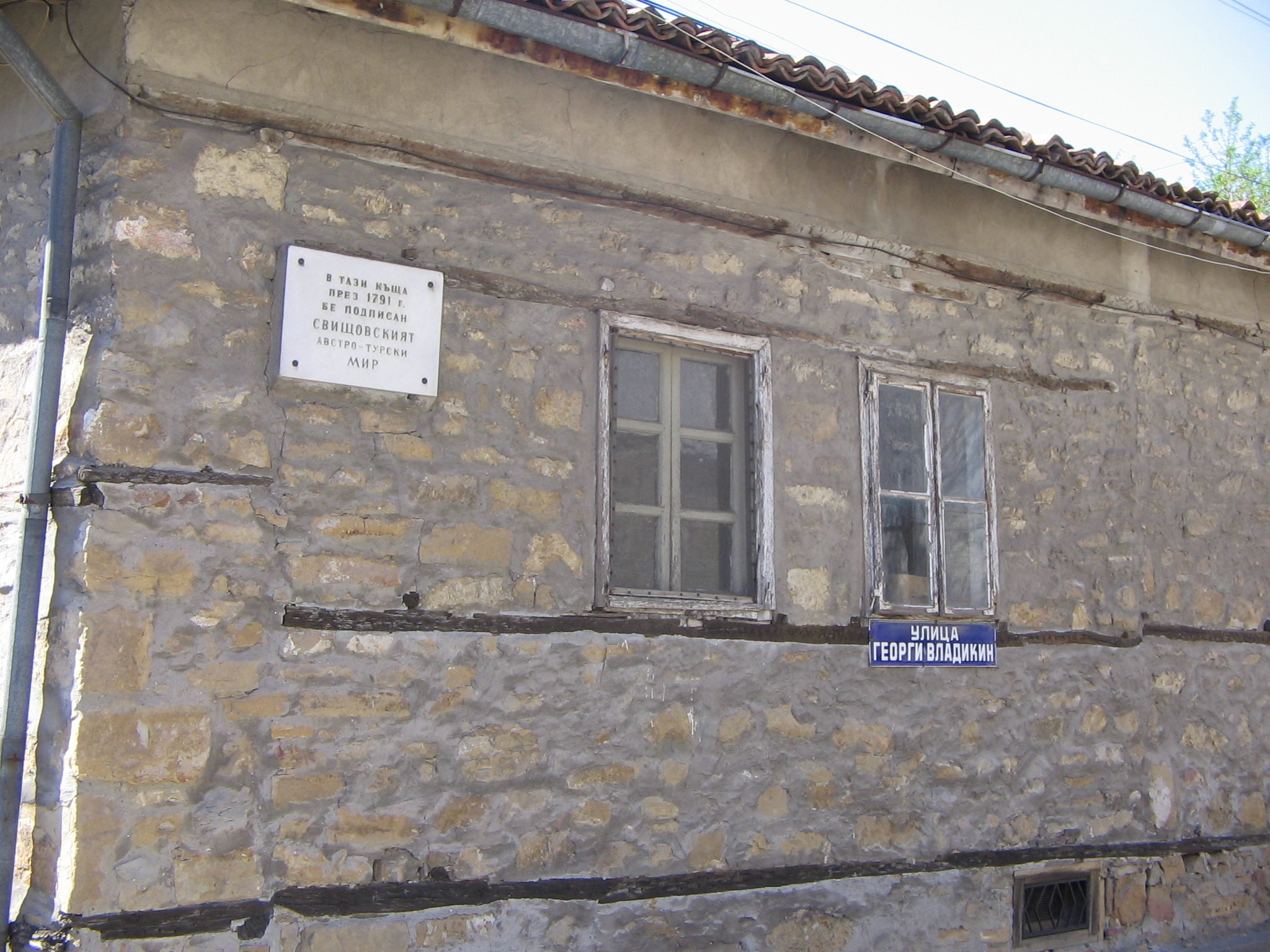
Історична будівля, в якій була підписана мирна угода у 1791 році
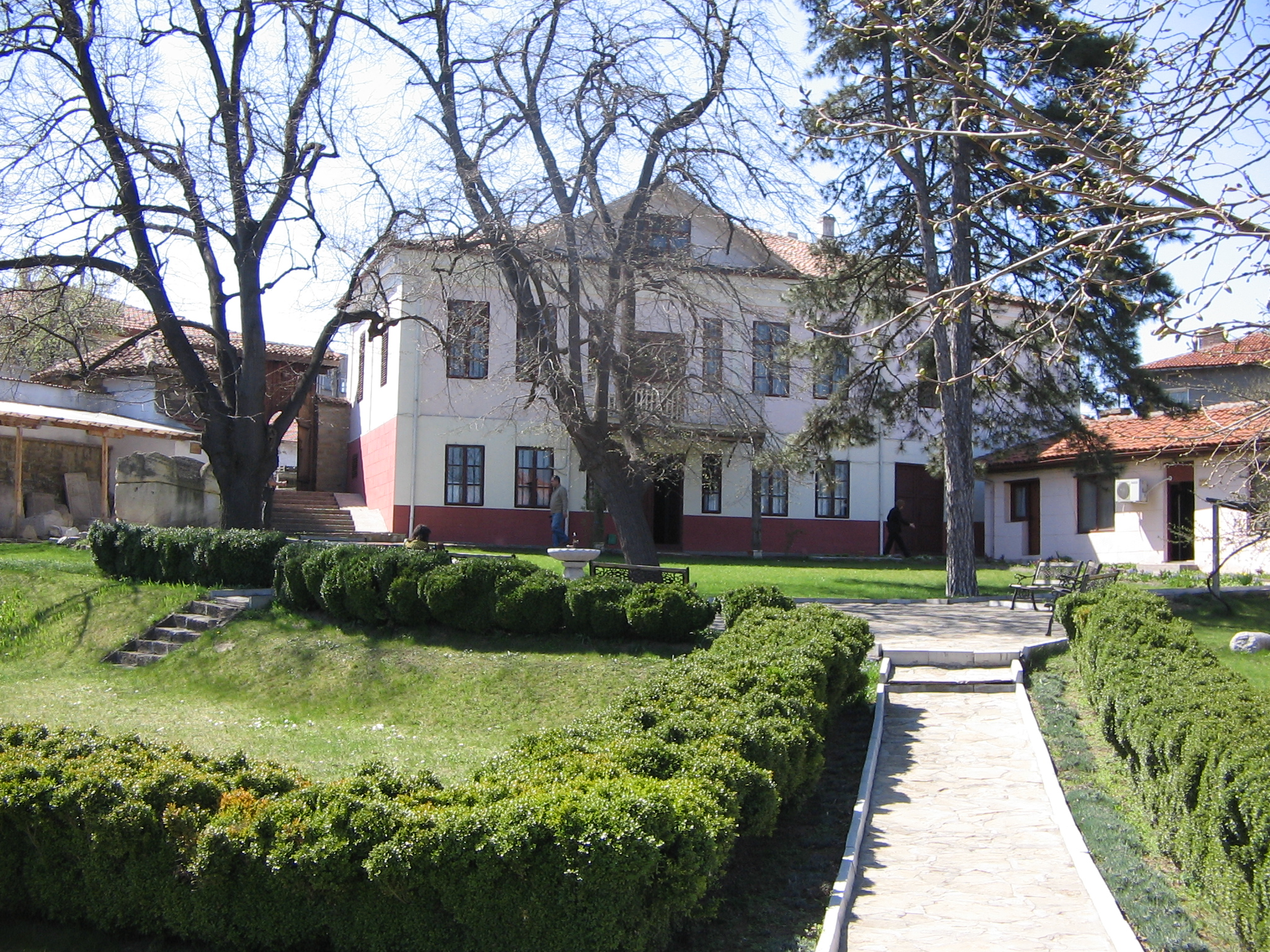
Будинок-музей „Алеко Константинов“
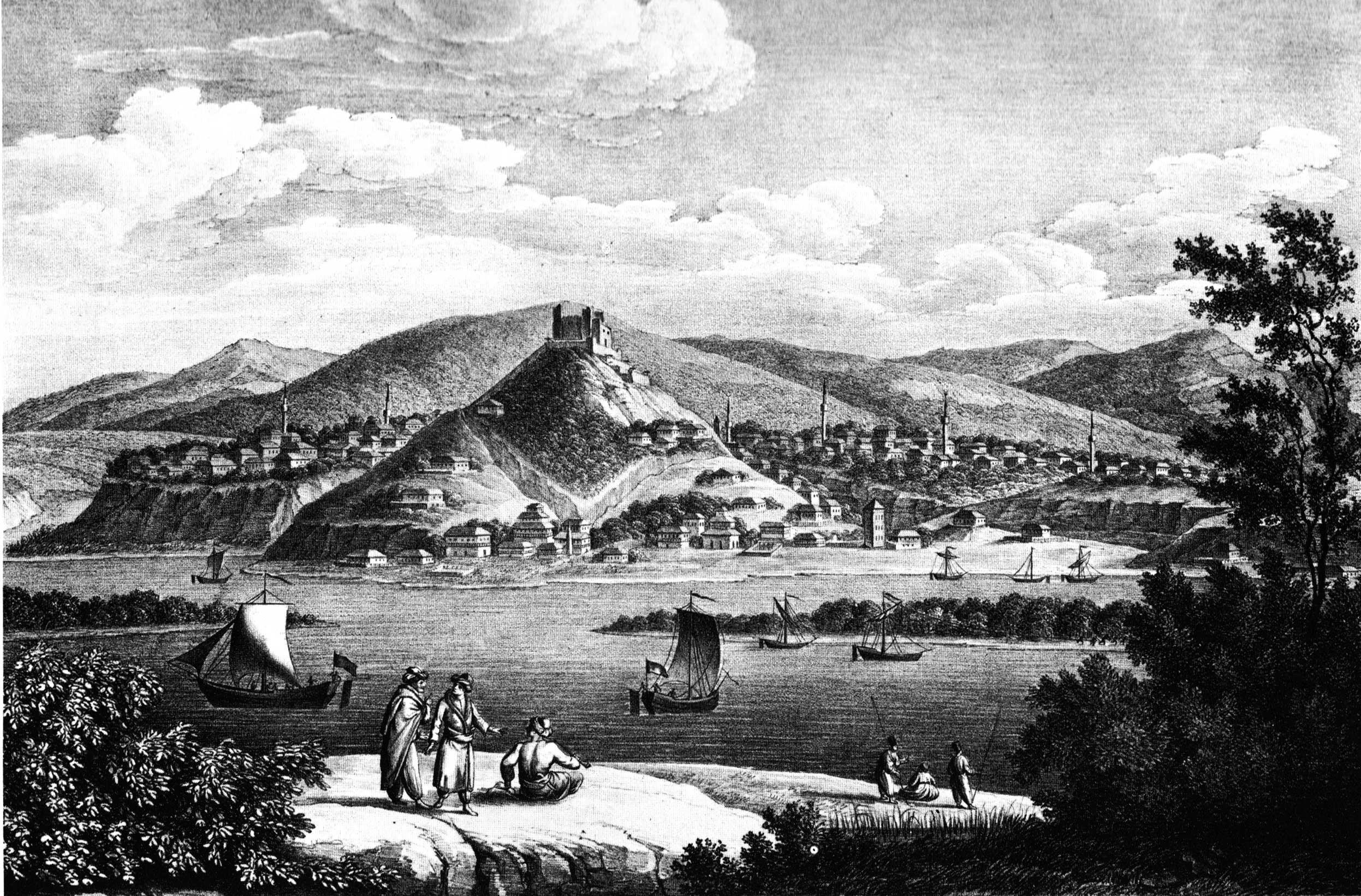
Свиштов у минулому
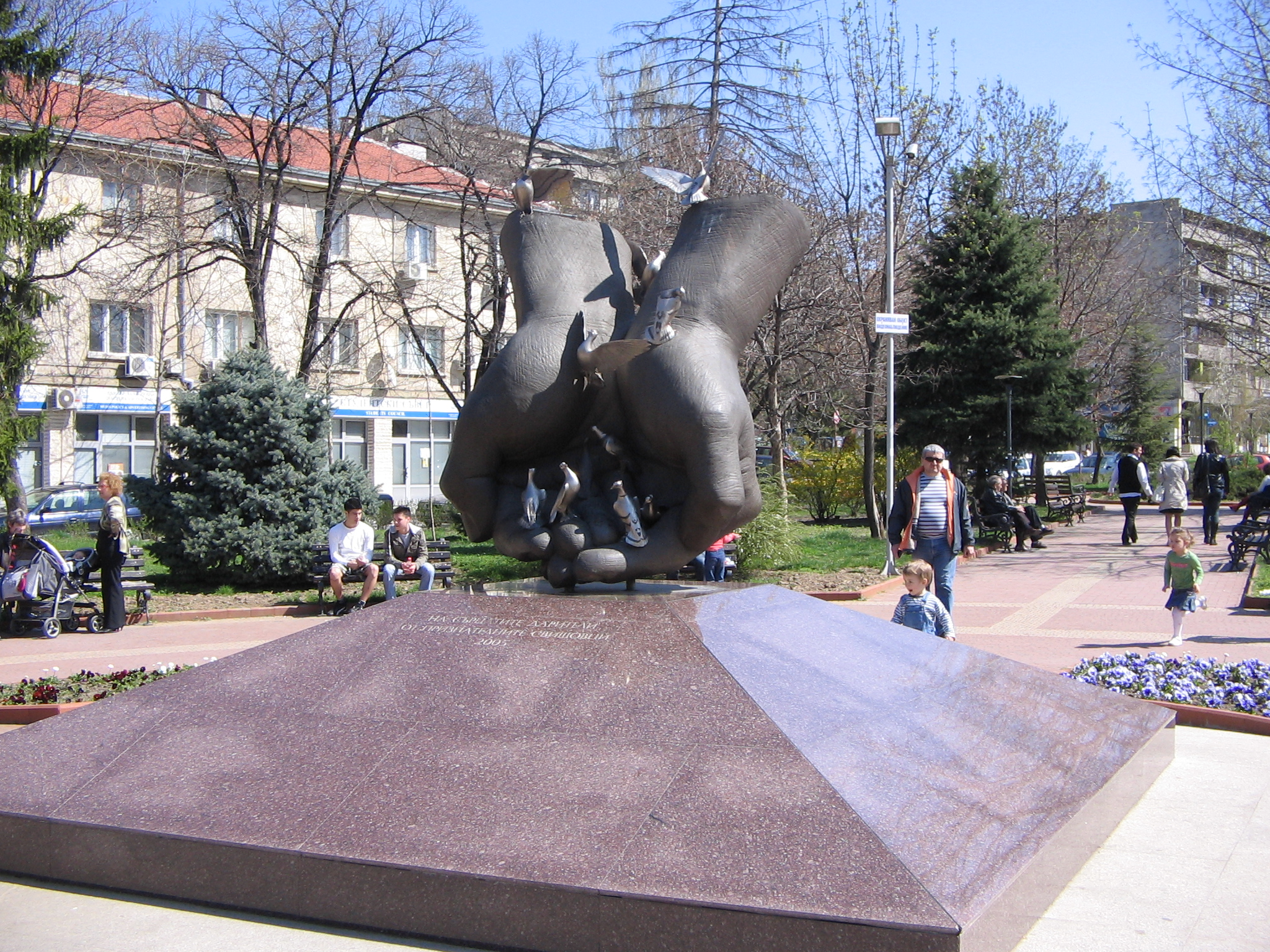
Сучасна скульптура у Свиштові